# Улица Левкова

Мемориальная доска в память об А.М.Левкове (ул. Воронянского, 52)

Улица Левкова — улица в Октябрьском районе Минска.

## История
Названа в честь Анатолия Максимовича Левкова (1922—1943), участника минского подполья в годы Великой Отечественной войны.

## Расположение
Административный район: Октябрьский. Жилой район: Аэродромная

## Описание
Улица Артиллеристов продолжается (небольшой поворот дороги) улицей Левкова. Далее в северо-восточном направлении от улицы отходит Вузовский переулок, затем улицу пересекает улица Новоуфимская. Далее идёт переулок Воронянского (примыкает к улице с западного направления) и пересечение с улицей Воронянского (идёт с запада на восток).
В районе стадиона «Локомотив» после поворота в западном направлении дорога продолжается улицей Сенницкая, улица Левкова идёт далее в южном направлении и завершается т-образным перекрёстком с улицей «Аэродромная».
Ближайшие параллельные улицы: запад — улица Жуковского, затем Нефтяная, восток — улица Бакинская, затем улица Володько.

## Объекты
Дома и строения: 3/1, 3/2, 3/А, 4, 6/1, 6/3, 8/Б, 8/А, 8/2, 8/1, 9, 10, 11, 12, 13, 14, 15, 16, 17, 18, 19, 20, 20/А, 22, 24, 26, 33/1, 33/2, 35/1, 35/2, 37, 37/A, 41
На улице расположены дома по 52 номер включительно.
На улице расположен стадион «Локомотив» и автозаправка.
Вдоль улицы расположены живописные парки.

## Транспорт
Улицу пересекают автобусные маршруты, проходящие по улице Воронянского: № 24, 65, 93, 163.